# Peer Augustinski

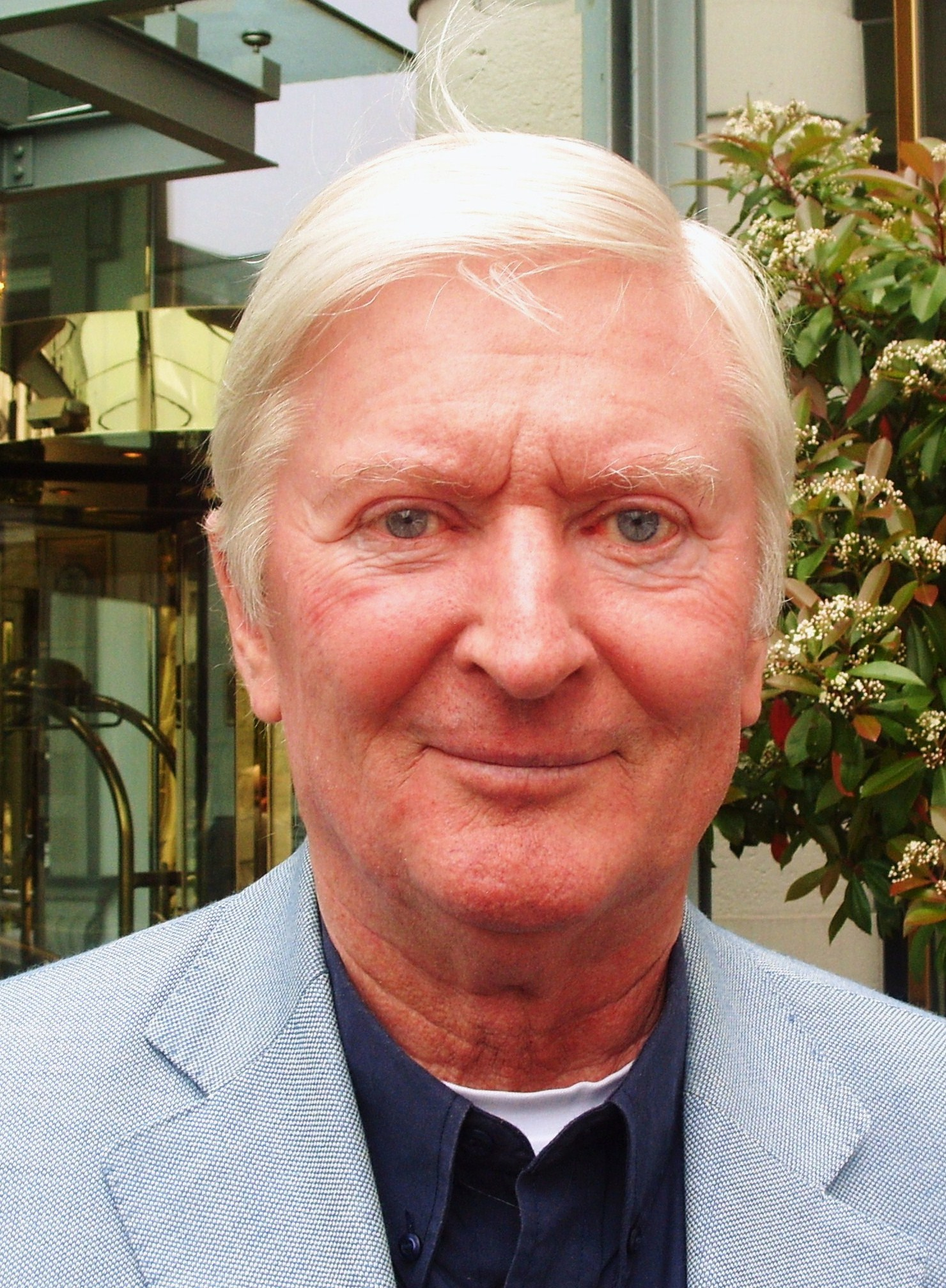
Peer Augustinski im Mai 2009

Peer Augustinski (* 25. Juni 1940 in Berlin; † 3. Oktober 2014 in Overath) war ein deutscher Schauspieler, Synchronsprecher, Hörspielsprecher und Hörbuchinterpret. Einem breiten Publikum wurde er Mitte der 1970er Jahre durch die Sketchserie Klimbim bekannt. Augustinski war unter anderem die Synchronstimme des US-Schauspielers Robin Williams.

## Leben
Der Sohn eines Konzertmeisters und einer Cellistin erlernte im Alter von acht Jahren das Klavierspiel. In seiner Jugendzeit im Alter von 7 bis 17 Jahren wuchs er in der Region von Ribnitz-Damgarten auf. Ab 1954 begann er als Schüler in Neustrelitz mit einem Studium der Musik. 1957 siedelte er in die Bundesrepublik über und besuchte von 1961 bis 1964 die Max-Reinhardt-Schule für Schauspiel in Berlin.

### Theater
Von 1964 an war er für zwei Jahre als Theaterschauspieler am Fränkischen Theater Schloss Maßbach engagiert. Weitere Stationen seiner künstlerischen Laufbahn waren das Städtebundtheater Hof (1966–1968), das Schleswig-Holsteinische Landestheater in Flensburg (1968–1970) sowie die Bühnen der Städte Kiel (1970–1972) und Köln (1972–1977). Augustinski agierte in Klassikern wie Die Gerechten von Albert Camus, Die Räuber von Friedrich Schiller, Die Ratten von Gerhart Hauptmann, Tod eines Handlungsreisenden von Arthur Miller und im Rahmen der Bad Hersfelder Festspiele 1978 in Der Diener zweier Herren von Carlo Goldoni. Im Anschluss war Augustinski als freier Schauspieler tätig. Von 2001 bis 2005 absolvierte er mit Ephraim Kishons Trauerspiel Es war die Lerche eine Theatertournee durch Deutschland, Österreich und die Schweiz. Er war ein vielseitiger Musiker und spielte sechs Instrumente (darunter Schlagzeug, Cello und Klavier), nutzte diese Fähigkeit aber nie professionell.

### Film und Fernsehen
1963 war er in einer Nebenrolle der Musikkomödie Höchste Eisenbahn von Friedrich Hollaender erstmals im Fernsehen zu sehen. 1974 spielte er in einer Folge von Aktenzeichen XY einen Kriminalkommissar. Im Jahr 1977 wurde Augustinski von dem Regisseur Michael Pfleghar entdeckt und erlangte durch dessen Sketchserie Klimbim einen hohen Bekanntheitsgrad. Ebenfalls unter der Regie von Pfleghar und neben Ingrid Steeger spielte er zeitgleich in der Comedy-Fernsehserie Zwei himmlische Töchter. In den nachfolgenden Jahren blieb Augustinski in Film und Fernsehen eine feste Größe. Er wirkte in Literaturverfilmungen wie Christine Brückners Jauche und Levkojen (1979) und dessen Fortsetzung Nirgendwo ist Poenichen (1980) sowie Feuchtwangers Exil (1981) mit, in Klamaukfilmen wie Drei gegen Drei der NDW-Gruppe Trio (1985), Familienserien wie Unsere schönsten Jahre neben Elmar Wepper und Uschi Glas (1983) und Krimiserien wie Der Alte und Derrick oder der Fernsehreihe Das Traumschiff. Darüber hinaus moderierte Augustinski von 1992 bis 1995 die Sat.1-Show Mann-o-Mann und präsentierte 1998 auf kabel eins das Satiremagazin Fiktiv – Das einzig wahre Magazin, das im Folgejahr mit der Silbernen Rose von Montreux ausgezeichnet wurde. Auch in mehreren Fernseh-Werbungen (u. a. Clausthaler – „nicht immer, aber immer öfter“) war er als Sprecher tätig.

### Synchronisation
Ab Mitte der 1980er Jahre war Augustinski zudem umfangreich als Synchronsprecher tätig. Vor dem Hintergrund seiner Theatererfahrung und Musikalität besetzte ihn Arne Elsholtz erstmals auf Robin Williams als redegewandter Radiomoderator in Good Morning, Vietnam (1987). Seitdem galt Augustinski als deutsche Feststimme des Charakterdarstellers. Im Zuge des Oscar-Gewinns für Good Will Hunting schickte Williams ihm eine Replik der Trophäe mit den Worten „Thank you for making me famous in Germany.“
Er synchronisierte auch international bekannte Kollegen wie Dudley Moore in Santa Claus (1985), Jeff Daniels in Dumm und Dümmer (1994), Jean Reno in Zwei Irre und ein Schwein (1995) und Tim Allen in Aus dem Dschungel, in den Dschungel (1997). Im Zeichentrickfilm Asterix in Amerika (1994) sprach er die Titelrolle des zaubertrankgestärkten Galliers, in der Disney-Produktion Aladdin den Flaschengeist Dschinni, der im Original von Robin Williams gesprochen wurde und dessen Mimik und Gestik nachempfunden ist. Er sprach auch den Cowboy Woody in den ersten beiden Toy-Story–Filmen und die Fledermaus Bartok in Anastasia (1997) von Don Bluth. Weniger bekannt ist, dass er Regisseur Peter Jackson in Bad Taste und Dom Joly in der Serie Trigger Happy TV synchronisierte. Als Synchronsprecher des britischen Comedians Steve Pemberton lieh er über 20 Figuren in der Fernsehserie The League of Gentlemen seine Stimme.

### Hörproduktionen
Peer Augustinski hat neben seiner Synchronsprechertätigkeit auch Hörbücher aufgenommen, darunter Die Nachtwächter, Gevatter Tod und Ab die Post von Terry Pratchett sowie mehrere Kriminalgeschichten von Edgar Wallace und Kinderhörbücher wie Lisabeth und die knallharten Piraten von Richard Hamilton (2005) und Mein 24. Dezember von Achim Bröger (2007). Zudem übernahm er Gastrollen in verschiedenen Hörspielserien wie Gruselkabinett, Geisterjäger John Sinclair, Sherlock Holmes und Das Sternentor. In der BR-Hörspielserie Der letzte Detektiv sprach er von 1985 bis 2008 in den Folgen 5 bis 42 die Rolle des Computers „Sam“.
Im Jahr 2007 wirkte Augustinski in der Rolle des Pontius Pilatus an der ersten inszenierten Lesung der Bibel nach Martin Luther mit, die von der Deutschen Bibelgesellschaft initiiert wurde.

### Privatleben
Peer Augustinski war der Cousin des Theaterschauspielers und Synchronsprechers Rolf Schult. Aus seiner ersten Ehe mit Ute Augustinski stammen sein Sohn Peer Augustinski und seine Tochter Olivia Augustinski, die ebenfalls den Schauspielberuf ergriff. Peer Augustinski war seit 1972 in zweiter Ehe mit der Schauspielkollegin Gisela Ferber verheiratet, aus dieser Ehe stammt sein Sohn Bernd.
Am 5. November 2005 erlitt Augustinski während einer Produktion für ein Hörbuch einen Schlaganfall. Seitdem war er pflegebedürftig und halbseitig gelähmt. Diesen Schicksalsschlag beschrieb er in einem Buch. Bei mehreren Auftritten in Sendungen wie Johannes B. Kerner berichtete Augustinski über die Folgen seiner Erkrankung und seine Genesungsfortschritte.
2007 übernahm er in Der Klang des Herzens wieder die Synchronisation von Robin Williams, nachdem er in Lizenz zum Heiraten noch von Bodo Wolf ersetzt werden musste. Im Juni 2008 trat er in Köln erstmals wieder bei einer Lesung von Chandler McGrews Thriller Eiskalt auf. 2010 erschien sein Buch Aus heiterem Himmel: Mein bewegtes Leben vor und nach dem Schlaganfall, in dem Augustinski seine therapeutischen Erfolge mithilfe des von der Physiotherapeutin Doris Brötz konzipierten Trainings schildert. Er selbst las auch das Hörbuch ein.
Am 3. Oktober 2014 starb Augustinski im Alter von 74 Jahren in einem Kölner Krankenhaus an den folgen eines Epileptischen Anfalls. Er lebte zuletzt in Overath bei Köln.

## Filmografie (Auswahl)
- 1963: Höchste Eisenbahn
- 1974: Aktenzeichen XY
- 1977: Klimbim (verschiedene Rollen zwischen 1977 und 1979)
- 1978: Zwei himmlische Töchter
- 1979: Jauche und Levkojen
- 1980: Nirgendwo ist Poenichen
- 1980: Achtung Zoll! (Fernsehreihe)
- 1981: Exil
- 1982: Das kann ja heiter werden (Fernsehserie)
- 1982: Ein Fall für zwei (Fernsehserie, Folge 11, Episode: „Alte Pistolen“)
- 1983: Unsere schönsten Jahre
- 1983: Der Alte – Umsonst ist der Tod, Kahlschlag
- 1983: Matt in 13 Zügen (Fernsehserie)
- 1983: Kommissariat 9  – (Fernsehserie, Folge: „Der Globetrotter“)
- 1983: Die Krimistunde (Fernsehserie, Folge 6, Episode: „Die Rettung“)
- 1983: Der Fahnder – Die schwarzen Engel
- 1983: Is was, Kanzler?
- 1984: Polizeiinspektion 1 – Gebrochene Herzen
- 1984: Der Alte – Das Ende vom Lied
- 1984: Derrick – Stellen Sie sich vor, man hat Doktor Prestel erschossen
- 1984: Die Krimistunde (Fernsehserie, Folge 12, Episode: „Der Sonntagsdichter“)
- 1984: Abgehört
- 1985: Bereit zum Mord
- 1985: Gespenstergeschichten: Die Brücke nach Fenders
- 1985: Der Alte – Gemischtes Doppel
- 1985: Drei gegen Drei
- 1986: Die Krimistunde (Fernsehserie, Folge 20, Episode: „Flitterwochen Erster Klasse“)
- 1986: Ich heirate eine Familie – (Fernsehreihe, Folgen 13 +14 : "Neuigkeiten" & "Angi muss sich entscheiden")
- 1986: Der Alte – Der Mord auf Zimmer 49
- 1987: Dies Bildnis ist zum Morden schön
- 1990: Der Millionenerbe
- 1990: Liebesgeschichten
- 1990: Das Traumschiff – New Orleans
- 1991: Comedy Club (22 Folgen, mit Herr Holm Spezial)
- 1991: Ein Fall für zwei – Schneewalzer
- 1991: Elfenbein
- 1992–1995: Mann-o-Mann (Spielshow)
- 1992: Zwei Schlitzohren in Antalya
- 1993: Vater braucht eine Frau
- 1995: Hotel Mama
- 1997: Hotel Mama – Die Rückkehr der Kinder
- 1998: Fiktiv – Das einzig wahre Magazin
- 1999: Tatort – Strafstoß

## Synchronisation (Auswahl)
| Barry Humphries - 2001–2002: Ally McBeal (Fernsehserie) … als Claire Otoms (12 Folgen) - 2002: Nicholas Nickleby … als Mrs. Crummles/Mr. Leadville Dudley Moore - 1984: Bitte nicht heut’ nacht … als Claude Eastman - 1985: Santa Claus … als Patch Jean Reno - 1993: Die Besucher … als Godefroy (2. Synchronisation) - 1995: Zwei Irre und ein Schwein … als Patrick Robin Williams - 1977: Laugh-In … als Robin Williams - 1986: Das Geschäft des Lebens … als Tommy Wilhelm - 1987: Good Morning, Vietnam … als Adrian Cronauer - 1988: Die Abenteuer des Baron Münchhausen … als König vom Mond - 1989: Der Club der toten Dichter … als John Keating - 1990: Zeit des Erwachens … als Dr. Malcolm Sayer - 1990: Cadillac Man … als Joey O’Brien - 1991: Schatten der Vergangenheit … als Dr. Cozy Carlisle - 1991: König der Fischer … als Parry - 1991: Hook … als Peter Banning/Peter Pan - 1992: Toys … als Leslie Zevo - 1993: Mrs. Doubtfire – Das stachelige Kindermädchen … als Daniel Hillard/Mrs. Euphegenia Doubtfire - 1993: Wer hat meine Familie geklaut? … als Hector - 1995: Jumanji … als Alan Parrish (1995) - 1995: Nine Months … als Dr. Kosevich - 1996: The Birdcage – Ein Paradies für schrille Vögel … als Armand Goldman - 1996: Jack … als Jack Charles Powell - 1996: Hamlet … als Osric - 1997: Ein Vater zuviel … als Dale Putley - 1997: Harry außer sich … als Mel - 1997: Flubber … als Prof. Phillip Brainard - 1997: Good Will Hunting – Der gute Will Hunting … als Sean Maguire - 1998: Hinter dem Horizont … als Chris Nielsen - 1998: Patch Adams … als Patch Adams - 1999: Der 200 Jahre Mann … als Andrew Martin - 1999: Jakob der Lügner … als Jakob Heym - 2002: Tötet Smoochy … als Randolph Smiley - 2002: One Hour Photo … als Sy Parrish - 2002: Insomnia – Schlaflos … als Walter Finch - 2004: The Final Cut – Dein Tod ist erst der Anfang … als Alan W. Hakman - 2004: House of D … als Pappass - 2004: Noel … als Charlie Boyd / Der Priester - 2007: Der Klang des Herzens … als Maxwell Wallace - 2009: Nachts im Museum 2 … als Theodore Roosevelt | Tim Allen - 1994: Santa Clause – Eine schöne Bescherung … als Scott Calvin - 1997: Aus dem Dschungel, in den Dschungel … als Michael Cromwell - 1997: Wally Sparks – König des schlechten Geschmacks … als er selbst - 1979: Die letzte Offensive … für Peter O’Toole als Lord Chelmsford - 1983: The King of Comedy … für Jerry Lewis als Jerry Langford - 1985: Drei gegen Drei … für Dominik Graf als Brunnenmeier - 1987: Bad Taste … für Peter Jackson als Derek/Robert - 1988: Der Couch-Trip … für David Wohl als Dr. Smet - 1988: Ein Fisch namens Wanda … für Tom Georgeson als Georges Thomason - 1988: Moonwalker … für Joe Pesci als Mr. Big (1. Synchronisation) - 1989: Die Glücksjäger … für Richard Pryor als Wallace Karue - 1992: Aladdin … als Dschinni - 1992: FernGully – Christa und Zaks Abenteuer im Regenwald als … Batty Koda - 1994: Asterix in Amerika … als Asterix - 1994: Dschafars Rückkehr … als Dschinni - 1994: Dumm und dümmer … für Jeff Daniels als Harry Dunne - 1994: Ed Wood … für Jeffrey Jones als Criswell - 1995: Aladdin und der König der Diebe … als Dschinni - 1995: Toy Story … als Woody - 1995: Waterworld … für Kim Coates als Drifter - 1996: Bordello of Blood … als Grufthüter - 1996: Mission: Impossible … als Matthias - 1996: Zur Lüge gezwungen … als Mike Norton - 1997: Anastasia … als Bartok - 1997: Die furchtlosen Vier … als Dr. Gier - 1997: Jackie Chan ist Nobody … als Wissenschaftler - 1997: Lost Highway … als Mystery Man - 1998: Dr. Dolittle … als Meerschweinchen Rodney - 1999: Toy Story 2 … als Woody - 2000: Das Findelkind … für Pierre Richard als Vitalis - 2001: A.I. – Künstliche Intelligenz … als Dr. Allwissend - 2002: Gangs of New York … für Gary Lewis als McGloin - 2003: Das Geheimnis der Frösche … als Fuchs - 2003: Lohn der Angst … als Bimba (neue Szenen) - 1976: Detektiv Rockford – Anruf genügt … für Marc Alaimo als Faber - 1994–1996: Aladdin … als Dschinni (85 Folgen) - 1998–2000: Martial Law – Der Karate-Cop … für Sammo Hung als Sammo Law - 2000–2002: Trigger Happy TV … für Dom Joly in diversen Rollen - 2002: The League of Gentlemen … für Steve Pemberton als diverse Rollen |

## Hörspiele und Feature
- 1984–2001: Michael Koser: Der letzte Detektiv (BR)
- 1985: Gertrude Stein: Doktor Faustus – elektrisiert – Regie: Friedhelm Ortmann (Hörspiel (Kunstkopf) – WDR)
- 1995: Tigerjagd (Hörspiel – WDR)[7]
- 2003: Terry Pratchett: Nachtwächter (Random House Audio)
- 2005: Terry Pratchett: Gevatter Tod (Random House Audio)
- 2013: Manuel Gogos: Die Griechenlandfahrer; Regie: Axel Pleuser (WDR)

## Veröffentlichungen
- Aus heiterem Himmel: Mein bewegtes Leben vor und nach dem Schlaganfall: Wieder selbstständig werden mit dem Brötz-Training. Trias Verlag, 2010, ISBN 978-3-8304-3534-1.

## Auszeichnungen
- 1999: Silberne Rose von Montreux für Fiktiv
- 2009: Synchron Zuhörerpreis Die Silhouette in der Kategorie „Lebenswerk Synchronschauspieler“